# Superliminal
Superliminal (ранее Museum of Simulation Technology) — компьютерная игра в жанре головоломки, созданная в 2019 году компанией Pillow Castle. Superliminal выполнена в стиле повествования от первого лица, предлагает геймплей, завязанный вокруг оптических иллюзий и навязанной перспективы: некоторые предметы можно взять в руки и переместить к игроку или от него, что изменит их размер. Это позволяет игроку решать головоломки и проходить игру.
Игра была выпущена для Microsoft Windows в ноябре 2019 года, а выход версий для PlayStation 4, Xbox One и Nintendo Switch состоялся 7 июля 2020 года.

## Игровой процесс
Superliminal это компьютерная игра в жанре головоломки от первого лица, которая построена на манипуляциях с перспективой. Главный герой является участником программы терапии сновидений, но во время исследования он попадает в ловушку повторяющегося цикла сновидений и руководствуется голосом надзирателя этого исследования, доктора Гленна Пирса, о том, как покинуть сон.
Большинство головоломок связано с прохождением через ряд комнат, чтобы добраться до выхода. Дверь выхода может быть закрыта и требует удерживания кнопки, чтобы открыть её, также находиться на более высокой платформе вне досягаемости, или её будет сложно сразу увидеть. Чтобы добраться до выхода, игрок может манипулировать определёнными объектами игрового мира. Большая часть таких взаимодействий основана на использовании вынужденной перспективы: игрок может взять куб по уровень пояса, причём сам куб в глазах игрока будет иметь исходный размер. Затем игрок может посмотреть в другое место комнаты, при этом куб остается на той же точке обзора, и бросить этот куб в это место, где он будет увеличиваться или уменьшаться в размере в зависимости от восприятия перспективы игроком. Если опустить куб по пояс и при падении смотреть вниз на пол, то куб уменьшится в размерах, а при взгляде вверх к потолку и отпускании — увеличится. Этот процесс может повторяться бесконечно, что позволяет игроку манипулировать этими масштабируемыми объектами, чтобы создавать платформы для достижения выхода или преодолевать препятствия, блокирующие эти выходы.
Более поздние области игры вводят новую механику к этому. Некоторые объекты существуют в виде иллюзий с различными сегментами двухмерного искусства на различных стенах и поверхностях, и игрок должен найти соответствующий угол обзора, с целью рассмотреть объект и увидеть его целым, чтобы затем иметь возможность схватить его.

## Разработка
Superliminal была разработана состоящей из шести человек командой Pillow Castle, во главе с Альбертом Ши, студентом из Центра развлекательных технологий (ETC) в Университете Карнеги-Меллона. Ши разработал основу игры, когда учился в ETC около 2013 года, в рамках задания по программированию, думая, «какую интересную игру от первого лица я могу построить, просто перемещая кубики?». Он улучшил концепцию во время написания своей дипломной работы, основав Pillow Castle в январе 2014 года и получив помощь от четырёх других студентов ETC в разработке игры. Ши вдохновлялся успешными играми, такими как Risk of Rain и Antichamber, созданными небольшой командой, чтобы продолжить свою работу над Superliminal. Antichamber особенно сильно повлиял на Ши, поскольку он направил и побудил игрока мыслить нестандартно, чтобы найти решения своих головоломок, и дал идею, которую Ши хотел отразить в Superliminal. Подобным образом Ши сравнил головоломки масштабирования из Superliminal с основанными на порталах в Portal, создавая головоломки, чтобы игроку было понятно, что нужно делать.
Основная концепция Superliminal основана на вынужденной перспективе, когда Ши ссылается на обычные туристические фотографии людей, использующие вынужденную перспективу, где люди сфотографированы так, будто они толкают или держат Пизанскую башню. По словам Ши, достижение механизма масштабирования в движке Unity само по себе было простым. Когда игрок поднимает объект, игра отслеживает его размер и расстояние. Затем, когда игрок осматривается, игра вычисляет новое расстояние до самой дальней точки непосредственно перед игроком и масштабирует размер объекта, пропорциональный изменению от исходного расстояния. Более сложная вещь, которую обнаружил Ши, — это учёт сложных форм некоторых объектов и того, где игрок ожидал, что будет находиться центральная точка обзора. Другие головоломки в игре, включающие проецирование и удаление проекций 3D-объектов на 2D-плоскости, использовали объекты камеры и проектора Unity, а также была единственная проблема, связанная с глубиной камеры, что, по словам Ши, не очень хорошо поддерживалось в Unity, но была решена благодаря программисту Филу Фортье. Головоломки с масштабированием оказались непростыми при тестировании игры, поскольку игроки могли найти возможные решения, которые в конечном итоге не работали, и игра не могла дать ответ, почему. Вместо того, чтобы игроки могли прыгать, что сделало масштабирование непоследовательным, они решили просто накрывать выступы, и решение до них доходило быстрее.
Игра была известна под названием «Museum of Simulation Technology» как техническое демо. Демонстрация была впервые представлена на Токийском игровом шоу 2013 года во время «Sense of Wonder Night», события, посвященного инди-играм. Демоверсия получила награды «Best Technology» и «Audience Award». Техническое демо было опубликовано в январе 2014 года вместе с представлением на студенческий конкурс Независимых Игр (IGF) в 2014 году, где она победила вместе с Risk of Rain и Engare. Публичная демонстрация технологий вызвала большой интерес, так как Reddit-подфорум «/r/gaming» проголосовал за пост Ши, объявив демо 4-м по величине постом по состоянию на 2015 год, сильно сравнив с Portal.
К 2015 году большинство студентов из ETC, не считая выпускника Ши, окончили обучение и покинули Pillow Castle, а Ши посвятил игре часть времени, работая на других работах. Ши провел большую часть времени, начиная с 2014 года, на оценку направления развития игры, в конечном итоге работая над игрой и наняв дополнительный персонал для завершения игры.
Игра была официально объявлена под новым названием Superliminal в июне 2019 года. Она была объявлена для Microsoft Windows как эксклюзив Epic Games Store, приуроченный к августу 2019 года, вместе с выпуском полного трейлера.
Версия для PlayStation 4 была анонсирована в декабре 2019 года, а её выход запланирован на июль 2020 года.

## Критика
| Сводный рейтинг    | Сводный рейтинг |
| Агрегатор          | Оценка          |
| ------------------ | --------------- |
| Metacritic         | 73/100          |
| Иноязычные издания |                 |
| Издание            | Оценка          |
| Destructoid        | 8/10            |
| Game Informer      | 7,5/10          |

Superliminal получила преимущественно сдержанно-положительные оценки по версии агрегатора Metacritic. Критики в целом похвалили игру за её оригинальные механики, однако рецензенты указывали на короткую продолжительность игры, посредственный сюжет, а также, что она не сумела реализовать в полной мере потенциал своей механики.

### Награды
Игра была номинирована в категории игра, головоломка на вручении NAVGTR Awards.